# Cung điện ở Sobieszów
Cung điện ở Sobieszów (tiếng Ba Lan: Pałac w Sobieszowie) là một cung điện tọa lạc ở thị trấn Jelenia Góra (trước đây là Sobieszów), huyện Jelenia Góra, tỉnh Dolnośląskie, Ba Lan. Công trình kiến trúc này có tên trong danh sách di tích.

## Lịch sử
Địa điểm xây dựng cung điện từng là Lâu đài Chojnik của gia đình quý tộc Schaffgotsch (đã bị thiêu huỷ trong một trận hỏa hoạn vào năm 1675). Cung điện ở Sobieszów được Anton von Schaffgotsch xây dựng trong giai đoạn 1705-1712. Dự án công trình kiến trúc này do bậc thầy xây dựng Eliasz Scholze từ Bolesławiec đảm nhiệm. Ban đầu, đây là nơi ở chính của gia đình Schaffgotsch. Tuy nhiên, sau khi họ chuyển đến Cung điện Schaffgotsch ở Cieplice, cung điện này trở thành nơi ở phụ vào mỗi mùa hè. Sau đó, cung điện trải qua nhiều lần chuyển giao quyền sở hữu. Từ tháng 8 năm 2013, tòa nhà do Vườn Quốc gia Karkonosze quản lý.

## Kiến trúc
Đây là một cung điện ba tầng được xây dựng trên một mặt phẳng hình chữ nhật. Phía trước lối vào cung điện có một cầu thang rộng. Phần mái hiên được tô điểm bởi một bức phù điêu với họa tiết hoa acanthus. Ở tầng trệt, phần nội thất, đại sảnh và cầu thang vẫn được bảo tồn cho đến ngày nay.